# Colopea romantica
Colopea romantica is een spinnensoort uit de familie Stenochilidae. De soort komt voor in Bali.